# Ophiomusium breve
Ophiomusium breve är en ormstjärneart som beskrevs av Hubert Lyman Clark 1939. Ophiomusium breve ingår i släktet Ophiomusium och familjen Ophiolepididae. Inga underarter finns listade i Catalogue of Life.